# 山石祐一
山石 祐一（やまいし ゆういち、1922年1月1日 - 2018年9月16日）は、日本の実業家、馬主。北海道札幌市にあった日邦建設工業株式会社の代表取締役社長などを務めていた。

## 経歴
1922年生まれ。北海道札幌市白石区に本社を置いた総合建設業・日邦建設工業株式会社を経営していたほか、札幌建設業会理事を務めていた。1968年には日邦建設工業が法人税法違反により起訴され有罪判決を受け、会社・山石個人にそれぞれ500万円、150万円の罰金が科された。2018年に死去。96歳没。

## 馬主活動

山石の勝負服

日本中央競馬会（JRA）に登録していた馬主としても知られた。勝負服の柄は赤、白一本輪、水色袖、冠名には「ニッポー」「ユウワン」を用いた。一般社団法人札幌馬主協会の副会長、顧問を歴任した。

## 主な所有馬

### GI級競走優勝馬
- ニッポーテイオー（1986年ニュージーランドトロフィー、函館記念、スワンステークス、マイルチャンピオンシップ2着、1987年京王杯スプリングカップ、天皇賞・秋、マイルチャンピオンシップ、安田記念2着、宝塚記念2着、1988年安田記念、宝塚記念2着）

### 重賞競走優勝馬
斜字は地方重賞。
- ニッポーキング（1976年セントライト記念、クモハタ記念、1977年京王杯スプリングハンデキャップ、1978年安田記念）
- ニッポースワロー（1984年ニュージーランドトロフィー）
- マウンテンストーン（1996年青葉賞）
- グローバルゴット（2000年北上川大賞典、2001年みちのく大賞典、北上川大賞典）